# Тирневіца (Хунедоара)
Тирневіца (рум. Târnăvița) — село у повіті Хунедоара в Румунії. Входить до складу комуни Бренішка.
Село розташоване на відстані 310 км на північний захід від Бухареста, 13 км на північний захід від Деви, 111 км на південний захід від Клуж-Напоки, 121 км на схід від Тімішоари.

## Населення
За даними перепису населення 2002 року у селі проживала 161 особа, усі — румуни. Усі жителі села рідною мовою назвали румунську.